# تیم ملی والیبال زنان پورتوریکو
تیم ملی والیبال زنان پورتوریکو، تیمی است که از زنان والیبالیست کشور پورتوریکو تشکیل شده و به نمایندگی از این کشور در مسابقات بین‌المللی به میدان می‌رود.

## نتایج

### بازی‌های المپیک تابستانی
- ۱۹۶۴ تا ۲۰۰۰ — شرکت نکرد
- ۲۰۰۴ — واجد شرایط نشد
- ۲۰۰۸ — واجد شرایط نشد
- ۲۰۱۲ — واجد شرایط نشد